# Kim Eun-jung (curlerka)
Kim Eun-jung (ur. 29 listopada 1990) – południowokoreańska curlerka, wicemistrzyni olimpijska i świata, mistrzyni Azji i strefy Pacyfiku, olimpijka z Pjongczangu 2018 i z Pekinu 2022, wieloletnia skip reprezentacji Korei Południowej.

## Udział w zawodach międzynarodowych

### Kariera juniorska
| Rok  | Impreza                                     | Gospodarz | Skip drużyny | Pozycja | Miejsce    |
| ---- | ------------------------------------------- | --------- | ------------ | ------- | ---------- |
| 2010 | Mistrzostwa Azji i Strefy Pacyfiku Juniorów | Nayoro    | Kim Eun-jung | skip    | . miejsce  |
| 2011 | Mistrzostwa Azji i Strefy Pacyfiku Juniorów | Naseby    | Kim Eun-jung | skip    | . miejsce  |
| 2012 | Mistrzostwa Azji i Strefy Pacyfiku Juniorów | Jeonju    | Kim Eun-jung | skip    | . miejsce  |
| 2015 | Zimowa Uniwersjada                          | Grenada   | Kim Eun-jung | skip    | 5. miejsce |
| 2017 | Zimowa Uniwersjada                          | Ałmaty    | Kim Eun-jung | skip    | 6. miejsce |

### Kariera seniorska
| Rok  | Impreza                            | Gospodarz     | Skip drużyny | Pozycja | Miejsce    |
| ---- | ---------------------------------- | ------------- | ------------ | ------- | ---------- |
| 2012 | Mistrzostwa Azji i Strefy Pacyfiku | Naseby        | Kim Eun-jung | skip    | . miejsce  |
| 2014 | Mistrzostwa Azji i Strefy Pacyfiku | Karuizawa     | Kim Eun-jung | skip    | . miejsce  |
| 2016 | Mistrzostwa Azji i Strefy Pacyfiku | Uiseong       | Kim Eun-jung | skip    | . miejsce  |
| 2017 | Mistrzostwa Świata                 | Pekin         | Kim Eun-jung | skip    | 6. miejsce |
| 2017 | Mistrzostwa Azji i Strefy Pacyfiku | Erina         | Kim Eun-jung | skip    | . miejsce  |
| 2018 | Zimowe Igrzyska Olimpijskie        | Pjongczang    | Kim Eun-jung | skip    | . miejsce  |
| 2018 | Mistrzostwa Świata                 | North Bay     | Kim Eun-jung | skip    | 5. miejsce |
| 2021 | Mistrzostwa Świata                 | Calgary       | Kim Eun-jung | skip    | 7. miejsce |
| 2021 | Mistrzostwa Azji i Strefy Pacyfiku | Ałmaty        | Kim Eun-jung | skip    | . miejsce  |
| 2022 | Zimowe Igrzyska Olimpijskie        | Pekin         | Kim Eun-jung | skip    | 8. miejsce |
| 2022 | Mistrzostwa Świata                 | Prince George | Kim Eun-jung | skip    | . miejsce  |